# حواء المنصوري
حواء سالم سعيد الضحاك المنصوري (أغسطس 1981)، هي طبيبة ومخترعة وسياسية إماراتية. عُينت في المجلس الوطني الاتحادي لدولة الإمارات العربية المتحدة عام 2019. تعمل طبيبة غددٍ صماء ومديرٍ تنفيذي للرعاية الصحية، وتشغل منصب المدير التنفيذي لقسم الأبحاث الداخلية في مركز أبو ظبي للخلايا الجذعية، ونائب المدير الطبي لمركز إمبريال كوليدج لندن للسكري في مدينة أبو ظبي. وهي عضو في مجلس إدارة صندوق الوطن (مبادرة مجتمعية لمجموعة رجال أعمال إماراتيين، تدعم التنمية المستدامة). الدكتورة حواء من المدافعين عن الرعاية الصحية المستدامة،  والطب الوراثي وتمكين المرأة.
في عام 2014، حصلت حواء على جائزة "رواد الإمارات" من رئيس وزراء دولة الإمارات العربية المتحدة لاختراعها تقنية "وضع القسطرة". وهي مخترعة معروفة لثلاث براءات اختراع أمريكية، وأكاديمية منشورة.

## التعليم
حواء المنصوري أول امرأة إماراتية تحصل على منحة رئاسة دولة الإمارات العربية المتحدة لدراسة الطب في الولايات المتحدة. أكملت دراستها الجامعية في جامعة ميريلاند وحصلت على درجة البكالوريوس في علم الأعصاب وعلم وظائف الأعضاء، وبكالوريوس في علم النفس.
وفي عام 2001، حصلت المنصوري على زمالة بحثية طبية من معهد هوارد هيوز الطبي ، وعملت خلالها كمساعدة لسارة تيشكوف وقامت بمشاريع بحثية تركز على علم الوراثة السكانية والأمراض النادرة، مثل حمى البحر الأبيض المتوسط العائلية. وكما نشرت أبحاثها في مجلات محكمة مثل: المجلة الأمريكية لأمراض الجهاز الهضمي ومجلة الجمعية الأمريكية للسكري.
بعد حصولها على دكتوراه في الطب، أصبحت حواء المنصوري أول امرأة غير أمريكية تتخرج من كلية الطب بجامعة جورج واشنطن، حيث أكملت بعد ذلك إقامتها وزمالتها. وفي عام 2013 حصلت على شهادة البورد المزدوج في الطب الباطني والغدد الصماء.
في عام 2013، بعد الانتهاء من دراستها، عادت الدكتورة المنصوري إلى الإمارات العربية المتحدة. وقد تم تقديمها في القمة العالمية للحكومات لعام 2014 من قبل نائب رئيس مجلس الوزراء الشيخ منصور بن زايد آل نهيان كمثال للنجاح في التعليم والابتكار.

## الحياة المهنية
بدأت حياتها المهنية كاستشارية في أمراض الغدد الصماء، وقد عملت حواء المنصوري في العديد من المناصب المتعلقة بالرعاية الصحية في القطاعين العام والخاص.
أما عملها السياسي بدأ مع تعيينها في المجلس الوطني الاتحادي.

### الرعاية الصحية
حواء المنصوري هي رئيس مجلس الإدارة والمؤسس المشارك لشركة SonoStik LLC، وهي شركة أُنشئت لتطوير تقنيات الوصول إلى الأوعية الدموية بناءً على تصميم قد صُمم خلال دراستها الطبية. في يونيو 2021، أكملت SonoStik جمع جولة التمويل من السلسلة A بقيادة DisruptAD، منصة رأس المال الاستثماري لشركة الاستثمار ADQ.
منذ عام 2016، تشغل حواء المنصوري منصب نائب المدير الطبي لمركز إمبريال كوليدج لندن للسكري في أبوظبي، وهو أكبر منشأة للمرضى الخارجيين في العاصمة من حيث عدد المرضى. تعمل منذ عام 2014 كاستشارية في أمراض الغدد الصماء في مركز ICLDC وفي كليفلاند كلينك أبوظبي.
حواء المنصوري هي المدير التنفيذي للأبحاث الداخلية في مركز أبوظبي للخلايا الجذعية (ADSCC)، حيث تقود التعاون والمبادرات البحثية بما في ذلك مشروع لاستكشاف العلاجات المحتملة لمرض السكري من النوع الأول . في مايو 2021، زار الشيخ محمد بن زايد ، ولي عهد أبوظبي، المركز للإعلان عن تطوير مجمع جديد للأبحاث الطبية، وذكر أن "عملهم الملهم هو جزء أساسي من جهود دولة الإمارات العربية المتحدة لتقديم الخبرة الطبية للمساعدة في القضاء على الأمراض". ودعم التنمية البشرية في جميع أنحاء العالم." 
في نوفمبر 2021، كانت حواء المنصوري جزءًا من وفد من مركز أبوظبي للخلايا الجذعية الذي زار مركز زايد لأبحاث الأمراض النادرة عند الأطفال، وهو مركز متخصص للبحث والعلاج تموله دولة الإمارات العربية المتحدة ويرتبط بمستشفى جريت أورموند ستريت (GOSH). واستضافت المؤسستان ورشة عمل وناقشتا إمكانية التعاون في مجالات مثل: الأمراض النادرة والعلاج الجيني والطب التجديدي.
في ديسمبر 2021، أُعلن عن توقيع حواء المنصوري على خطاب نوايا نيابة عن مركز أبوظبي للخلايا الجذعية مع المعهد الوطني الأمريكي للحساسية والأمراض المعدية (NIAID)، وهو جزء من المعهد الوطني للصحة (NIH). يهدف البحث التعاوني المتوقع بموجب خطاب النوايا هذا إلى أن يكون بمثابة أساس لشراكات بحثية لاحقة يمكن أن تستجيب للفرص العلمية الفريدة المتاحة بين دولة الإمارات العربية المتحدة والولايات المتحدة. قالت حواء المنصوري وفي كلمتها خلال حفل الإعلان: "نحن كدولة نفخر بالإرث الذي ورثناه من أجدادنا الذين بنوا هذه الأمة العظيمة قبل 50 عامًا... ومن واجبنا أن نواصل الرحلة على مدى الخمسين سنة القادمة... إحدى الطرق التي يمكننا من خلالها أن نلعب دورًا هي الاستفادة من العلاقات الجديدة وأوجه التعاون المبتكرة لتسريع التقدم... إن شراكتنا [مع NIAID] لديها القدرة على تحقيق اختراقات تحويلية لأمراض مثل مرض السكري والتي يمكن أن تحسن حياة الملايين من الناس."
خلال زيارة إلى مركز أبو ظبي للخلايا الجذعية، ناقش الدكتور تيدروس غيبريسوس، المدير العام لمنظمة الصحة العالمية ، خطاب النوايا المعلن عنه مع المعاهد الوطنية للصحة في الولايات المتحدة، والتعاون المستقبلي المحتمل بما في ذلك مركز أبوظبي للخلايا الجذعية الذي يهدف إلى أن يصبح أول مركز تابع لمنظمة الصحة العالمية. مركز التعاون في الشرق الأوسط.

### الحياة السياسة
وفي نوفمبر 2018، تعيينت حواء المنصوري في المجلس الوطني الاتحادي لدولة الإمارات العربية المتحدة ممثلاً لإمارة أبوظبي. لقد قادت المناقشات حول السياسات ومراجعات القوانين المقترحة في العديد من المجالات من ذلك الرعاية الصحية،  المشاريع، الاستدامة،  التعليم، والشؤون التشريعية،  والمساواة. خلال جائحة كوفيد-19، أعربت عن دعمها لمبادرة حكومية لمنح الأطباء وأسرهم تأشيرات إقامة لمدة 10 سنوات.

### أدوار أخرى
في نوفمبر 2016، شغلت حواء المنصوري منصب رئيس الاحتفالات في حفل إطلاق عام التعاون الإبداعي بين الإمارات العربية المتحدة والمملكة المتحدة 2017، حيث قدمت عرضًا أمام جمهور من بينهم الملك تشارلز الثالث والملكة كاميلا .
حواء المنصوري هي عضو مجلس إدارة صندوق الوطن منذ يناير 2020 وتعمل في لجنته التنفيذية. وقد شاركت أيضًا في مبادرات لتعزيز تعليم العلوم والتكنولوجيا والهندسة والرياضيات ، وتمكين المرأة،  وتشجيع المشاريع من قبل الشباب الإماراتي. منذ عام 2019، ظهرت في حملة "أكتشف العجائب في أبوظبي": الدكتورة حواء المنصوري: قائدات في العلوم والتكنولوجيا الطبية.
وقد شاركت في المنتديات في دولة الإمارات العربية المتحدة وعلى المستوى الدولي كمتحدثة ومنسقة ومنسقة حفل . وتشمل هذه:
- "كيف سنزدهر؟" قمة في اكسبو 2020 تنظمها وزارة التجارة الدولية بالمملكة المتحدة . رئيس لجنة بعنوان " تمكين الناس: صحة ورعاية أفضل باستخدام التكنولوجيا ".[49]
- معرض اكسبو 2020 " بناء الجسور من أجل مستقبل عالمي " ينظمه منتدى 2000 والجناح التشيكي . عضو في اللجنة مع الحاخام إيلي أبادي وتوماس هاليك .[50]
- المؤتمر العالمي لمعهد ميلكن 2019: أحد المتحدثين مع راندي جاكسون في جلسة "مرض السكري والسمنة: أزمة صحية عالمية عاجلة" .[51]
- قمة معهد ميلكن لمنطقة الشرق الأوسط وشمال أفريقيا 2019: متحدث وعضو في جلسة النقاش مع سوميت جاموار ، "تكلفة الأمراض المزمنة ومستقبل العلاج" .[52]
- المؤتمر الدولي الرابع لرياضة المرأة - مبادرة من أكاديمية فاطمة بنت مبارك للرياضة النسائية، متحدثة.[53]
- قمة أقدر العالمية الثانية 2018: مدير الجلسة الأولى “استراتيجيات الشيخ زايد في تمكين الإنسان” .[54]
- المنتدى الاقتصادي العالمي ، الاجتماع السنوي لمجالس المستقبل العالمية 2018: مدير جلسة "تعزيز الإنسان" في قمة الابتكار.[55]
- مجلس محمد بن زايد محاضرة رمضانية: مدير جلسة مع ديمتري كريستاكيس بعنوان "كيف تؤثر التجارب المبكرة على الدماغ" .[56]
- سولت أبوظبي 2019: عضو في جلسة بعنوان "تحديد وإنشاء ابتكارات الرعاية الصحية القادمة" .[57][58]

## الجوائز والتكريمات
- 1999: منحة رئاسية لدراسة الطب في الولايات المتحدة. أول إماراتي يحصل على هذه الجائزة.[59]
- 2014: جائزة رواد الإمارات من رئيس مجلس الوزراء الشيخ محمد بن راشد آل مكتوم .[60]
- 2014: اختارت «الإمارات اليوم» الطبيبة المواطنة، حواء سعيد المنصوري، لمنحها جائزة «شخصية الشهر» لشهر فبراير، تقديراً لتميزها العلمي والمهني في الولايات المتحدة الأميركية، وابتكارها جهازاً لقسطرة القلب، ينهي معاناة المرضى بغرف العمليات.[61][62]
- 2019: شخصية العام الاتحادية تسلمها من الشيخ نهيان بن مبارك آل نهيان .[63]

## المنشورات
- Ramsay D، Aragon G، Almansouri H، Bashir S، Borum M. Strongyloides والإنزيمات المرتبطة بالكبد المرتفعة: عدوى تظهر بعد 16 عامًا من الهجرة من منطقة موبوءة: 850. المجلة الأمريكية لأمراض الجهاز الهضمي. 2009 أكتوبر 1;104:S313.[64]
- خوسلا إس، المنصوري إتش، كورشاك إل، شريف إتش، أيكن إم، هيميريك ك، ناماتا-إلينغوي آي، خيربيك آر، نايلن أي، كوكينوس بي. آثار برنامج التدخل في نمط الحياة للمحاربين القدامى (لايف) على معلمات استقلاب القلب لدى المحاربين القدامى الأمريكيين من أصل أفريقي ذوي داء السكري من النوع 2. في مرض السكري 2013، 1 يوليو (المجلد 62، ص. A632-A632). 1701 N BEAUREGARD ST، الإسكندرية، فيرجينيا 22311-1717 الولايات المتحدة الأمريكية: جمعية عامر للسكري.[65]